# Planchonella crassinervia
Planchonella crassinervia är en tvåhjärtbladig växtart som beskrevs av Marcel Marie Maurice Dubard. Planchonella crassinervia ingår i släktet Planchonella och familjen Sapotaceae.
Artens utbredningsområde är Nya Kaledonien. Inga underarter finns listade i Catalogue of Life.